# Paul-Louis Weiller
Pour les articles homonymes, voir Weiller.
Paul-Louis Weiller, né 29 septembre 1893 dans le [[8ee arrondissement de Paris|Modèle:8ee arrondissement de Paris]] et mort le 6 décembre 1993 à Genève, est un chef d’entreprise et mécène français.

## Biographie
D'origine juive alsacienne par ses deux parents et baptisé dans la religion catholique, il est le fils de l'industriel et homme politique Lazare Weiller (1858-1928) et d'Alice Javal (née le 10 octobre 1869 à Paris-1943, morte en déportation), issue de la famille Javal, famille qui s'est illustrée à partir du XIXe siècle dans l'industrie, la finance et la politique.
Ingénieur de l'École centrale, diplômé en 1914, il est un héros de l'aviation pendant la Première Guerre mondiale. Imposant l'utilisation de la photographie aérienne lors des vols de reconnaissance, il est plusieurs fois abattu avec son avion et blessé. Douze fois cité à l’ordre de l’armée, fait officier de la Légion d'honneur à vingt-cinq ans, il termine la guerre auprès du maréchal Foch et assiste à la signature du traité de Versailles comme aide de camp du chef des armées alliées.
Patron d’industrie dès l’âge de vingt-neuf ans, de 1922 à 1940, Paul-Louis Weiller développe la plus importante entreprise de construction de moteurs d’avion d’Europe, Gnome et Rhône, qui deviendra la SNECMA après sa nationalisation en 1945. À partir de 1925, il achète progressivement le capital de la compagnie aérienne CIDNA. Il participe à la création d’autres lignes aériennes vers l’Afrique. Elles seront toutes nationalisées en 1933 pour devenir Air France, dont il sera un des premiers administrateurs (il se voit offrir en 1933 par Pierre Cot, ministre de l’Air, la présidence d’Air France, mais il refuse).
Durant les années qui précèdent la guerre, il prend la tête du lobby des motoristes français, qui cherchent à garder le monopole intérieur (Gnome et Rhône détient 60 % du marché français) : il tente de faire échouer les négociations avec les États-Unis pour l'achat de moteurs plus performants. Dans ce but, il suscite une campagne de presse pour dénigrer les moteurs Pratt & Whitney Twin Wasp dont Pierre Cot avait acheté la licence de fabrication.
Il avait en effet refusé, dans un premier temps, d'investir dans l’achat de machines-outils, cherchant par là à étaler les commandes pour éviter les investissements. Cette décision explique en partie la pénurie de moteurs constatée début 1940.
Il reçoit l'ordre de se rendre au Maroc fin juin 1940 pour évaluer la création d'une usine de moteurs dans ce pays. Il se retrouva bloqué à Lisbonne lors de l'Armistice, et fut plus tard injustement accusé par Vichy qui avait promulgué un décret déchu de la nationalité française toute personne quittant la France entre mai et juillet 1940.
Arrêté le 6 octobre 1940 à Royat, déchu de la nationalité française quelques semaines plus tard le 29 octobre par le gouvernement de Vichy, il est placé en résidence surveillée à Marseille. Il s’enfuit en janvier 1942 en passant par le Maroc, d’abord à Cuba puis au Canada où il contribue à l’action de la France libre (dont il aura le passeport numéro 1). Sa mère, Alice Weiller, âgée de 74 ans, est déportée par le Convoi No. 59, en date du 2 septembre 1943, de Drancy vers Auschwitz, où elle est assassinée, à son arrivée. Sa dernière adresse est au 21 rue de Téhéran dans le 8e arrondissement de Paris.
De retour en Europe après la guerre, il concentre d’abord son activité sur l’énergie (pétrole au Venezuela et dans le golfe du Mexique, gaz naturel au Texas, compagnie d’électricité au Japon…), puis dans la finance internationale.
En 1951, il se porte acquéreur de l'hôtel Amelot de Bisseuil, dit des Ambassadeurs de Hollande, à Paris, dans le Marais. Il le restaure, y mène une intense vie mondaine et le transmet, après lui, à ses enfants.
Il devient un des grands mécènes des arts, soutenant financièrement et par son influence la rénovation du château de Versailles, crée une compagnie de ballets, aide de nombreux artistes (Robert Hossein, Roger Vadim, Maurice Béjart, Roland Petit) et des comédiens (Michèle Mercier, Brigitte Bardot, Alain Delon…). Son objectif est de refaire de Paris la capitale de la culture, action couronnée en 1965 par son élection à l’Académie des beaux-arts.
Paul-Louis Weiller mène une intense vie mondaine entre les familles royales d’Europe, les grands hommes d’affaires et politiques (Aristote Onassis, Henry Ford II, Jean Paul Getty, Richard Nixon, Georges Pompidou…) avec qui il a parfois travaillé ou qui ont parfois travaillé pour lui), les personnalités des arts des lettres et du spectacle, qu’il rassemble dans le dernier des salons parisiens dans la tradition de ceux décrits par Marcel Proust. Il finance aussi de nombreuses œuvres caritatives.

### Distinctions
- Grand-croix de la Légion d'honneur (1989)
- Croix de guerre 1914-1918, avec 12 citations[4]
- Médaille de la Résistance française (décret du 3 août 1946)[8]
- Commandeur de l'ordre des Arts et des Lettres
- Croix militaire
- Chevalier de l'ordre de la Couronne d'Italie
- Commandeur de l'ordre des Saints-Maurice-et-Lazare
- Membre de l'Institut, section de l'Académie des Beaux-Arts

### Mariages et descendance

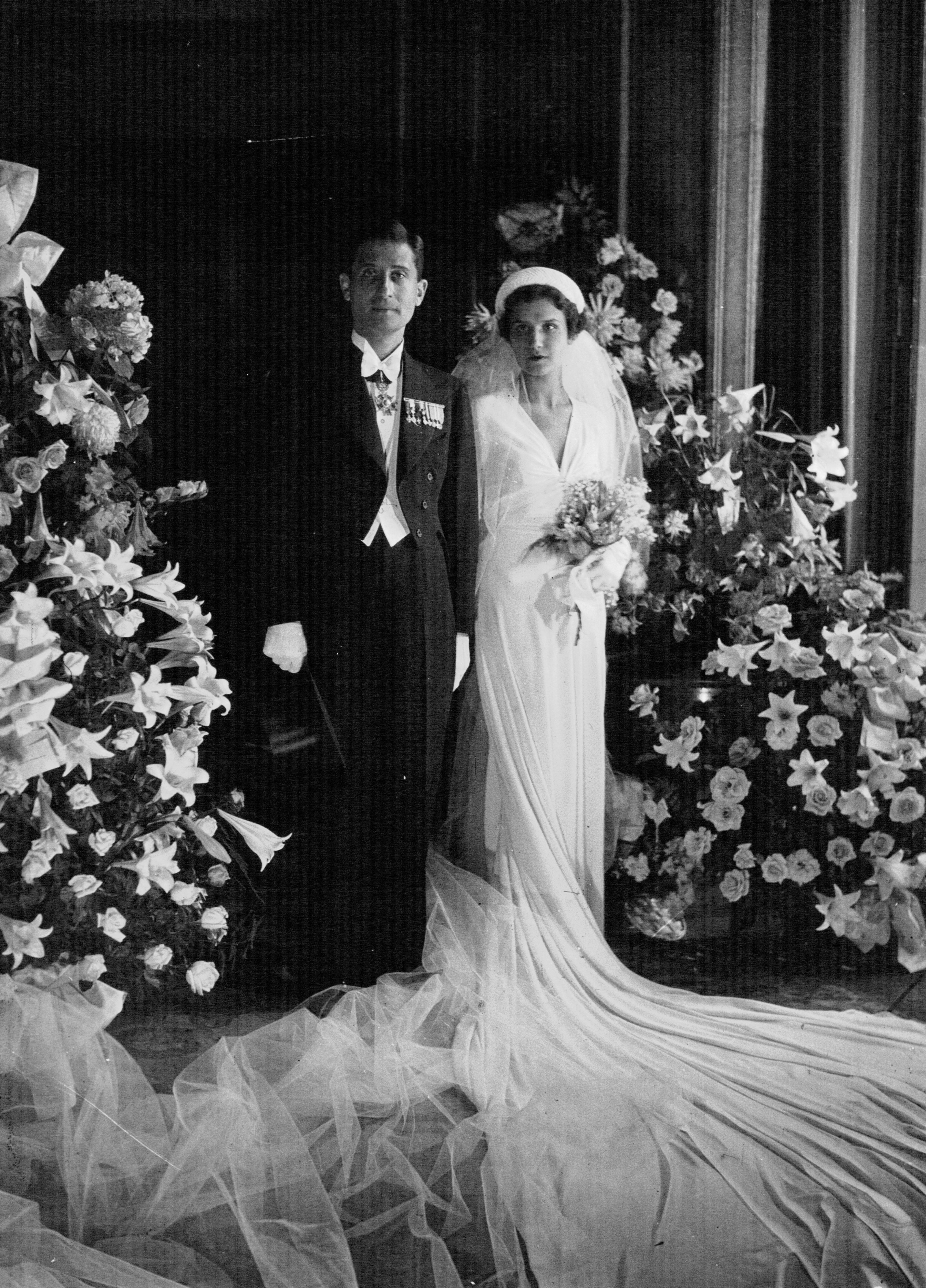
Paul-Louis Weiller et Aliki Diplarakou lors de leur mariage à Paris en 1932.

Paul-Louis Weiller se marie le 29 août 1922 à Paris VIIIe, avec la princesse Alexandra Ghica avec qui il a une fille, Marie-Élisabeth Weiller (épouse Irisarri, morte en 2006). Il divorce le 25 mars 1931.
Il se remarie à Paris VIIIe le 22 octobre 1932, avec Alíki Diplarákou, (1912-2002) miss Europe 1930, dont il divorcera.
De ce second mariage, est issu un fils, Paul-Annik Weiller (Paris, 28 juillet 1933 - Genève, 2 novembre 1998), marié à Rome le 26 juin 1965 avec donna Olimpia Torlonia, des princes de Civitella Cesi, fille d'Alessandro Torlonia, des princes de Civitella-Cesi (1911-1986), et de l'infante Béatrice d'Espagne (1909-2002). Elle est une petite-fille du Roi Alphonse XIII d'Espagne et de la reine Victoria-Eugénie d'Espagne, née princesse de Battenberg.
Dont quatre enfants, dont Sibilla Weiller, mariée en 1994 avec le prince Guillaume de Luxembourg (1963), fils cadet du grand-duc Jean de Luxembourg et de la grande-duchesse Joséphine-Charlotte, née princesse de Belgique.

## Collections
Ses collections de livres et de tableaux (plus de 750 pièces) ont été dispersées en 1998 et 2011.

## Hommage
La ville de Sélestat (Bas-Rhin), où Paul-Louis Weiller a résidé[Quand ?], et dont il est citoyen d'honneur, donne son nom en 2006 à un square situé à l'est de la vieille ville.

### Filmographie
- Le Bal du siècle, 2008, France 5